# Володарський сільський округ
Волода́рський сільський округ (каз. Володарск ауылдық округі, рос. Володарский сельский округ) — адміністративна одиниця у складі Айиртауського району Північноказахстанської області Казахстану. Адміністративний центр — село Саумалколь.
Населення — 13891 особа (2021; 11305 у 2009, 13728 у 1999, 24231 у 1989).
Станом на 1989 рік існували Айиртауська сільська рада (села Айиртау, Орловка, Копа), Володарська сільська рада (село Володарське) та Жетикольська сільська рада (села Бурлук, Воскресеновка, Галіцино, Красногорка, Люботино, Новоукраїнка, Саритубек) також з центром у селі Володарське. Пізніше села Бурлук, Люботино та Саритубек увійшли до складу Українського сільського округу. 2019 року було ліквідоване село Копа.

## Склад
До складу округу входять такі населені пункти:
| Населений пункт     | Старі назви | Населення, осіб (1989) | Населення, осіб (1999) | Населення, осіб (2009) | Населення, осіб (2021) |
| ------------------- | ----------- | ---------------------- | ---------------------- | ---------------------- | ---------------------- |
| Айиртау, село       | -           | 979                    | 764                    | 622                    | 478                    |
| Воскресеновка, село | -           | 474                    | 351                    | 327                    | 270                    |
| Галіцино, село      | -           | 311                    | 210                    | 81                     | 36                     |
| Красногорка, село   | -           | 219                    | 214                    | 382                    | 259                    |
| Копа, село          | -           | 254                    | 169                    | 32                     | -                      |
| Новоукраїнка, село  | -           | 3677                   | 1718                   | 1071                   | 858                    |
| Орловка, село       | -           | 183                    | 194                    | 124                    | 92                     |
| Саумалколь, село    | Володарське | 18134                  | 12893                  | 10796                  | 11898                  |